# 都督
都督（ととく）は、中国の官職または称号。三国時代に現れ、軍政を統轄した。また4世紀 - 6世紀には、中国と外交関係を持つ近隣諸国・諸民族の君主・臣下に授与される称号の一部としても用いられた。

## 概要
三国時代に設置され、本来は監督、統轄の意味で、軍司令官のことをいったが、複数の州に跨る管轄領域を持った都督は、州長官たる刺史を兼ね、都督府を置いて府官を任じ軍事だけでなく民政をも掌握する様になった。敵国との国境守備・辺境の異民族対策などには長期にわたって地方に駐屯しなければならず、特定の郡県を守る「点の防衛」ではなく、複数の州郡にまたがった「線・面の防衛」が必要だったため、大規模な騒乱に対して中央から地方へ派遣される督軍（督軍諸使・監軍使者）と後漢末期の州牧の機能、それに皇帝から与えられた使持節の権限が合わさり、「使持節・都督諸軍事（行都督督軍）」の制度が生まれた。複数の州を所有した曹魏の都督は四征・四鎮将軍や州刺史を兼務し、任地に都督府を設置して行政と軍事を司った。魏にはこの州都督とも言われる地方駐屯の軍事指揮官のほかに、皇帝直属の中軍（中外軍）を指揮する都督中外諸軍事（中外都督）や臨時職の都督征討諸軍事（征討都督）という職もあった。
一方、孫呉は揚州・交州の2つの州、蜀漢は益州のみであったため、都督の権限が及ぶ地域は魏と呉・蜀漢で大きく異なる。
呉では長江流域やその沿岸部に「督」を設置し、それを統括する「都督」を設置した。また豪族政権である呉では督や都督の地位は世襲されることがあった。
蜀漢では、魏・呉および南蛮との前線に都督を配置した。魏との前線を担当する漢中都督、呉との前線を担当し白帝城に拠る永安都督、益州の南部の異民族に備えた庲降都督、そしてそれら三軍の後方支援・兵站を担当する巴郡の江州県に駐屯する江州都督の四都督が有名である。この他に、劉備の東征や諸葛亮の北伐の軍編成において本軍の前後左右の軍を統括する「督部・部督」や別動隊を指揮する「別督」、拠点等の規模を督軍する「督」「督軍」、関羽が任じられた「董督」などの役職も史書に散見される。
その後、六朝時代を通じて都督の官名が使われた。唐代には節度使が置かれたため、その権限は縮小したが、宋代には宰相の出征時に都督の称が臨時に使われたほか、元朝・明朝にも大都督府の名称が見られた（→五軍都督府）。清朝では都督の名称は使われなくなったが、辛亥革命後、地方の軍政担当官として都督が置かれた。また、高句麗や百済・倭といった周辺民族の王に対しても「都督◯◯諸軍事・△△将軍」の称号が与えられ（→将軍）、近隣諸国・諸民族懐柔策に用いられることがあった。

### 4世紀 - 6世紀アジア外交における都督
| 西暦  | 王名 | 仮授（自称/中国に請求したもの）                      | 除正（中国から授与されたもの）                   | 備考                           |
| ----- | ---- | ---------------------------------------------------- | ------------------------------------------------ | ------------------------------ |
| 438年 | 倭珍 | 都督倭・百済・新羅・任那・秦韓・慕韓六国諸軍事       | N/A                                              |                                |
| 451年 | 倭済 | 都督倭・百済・新羅・任那・秦韓・慕韓六国諸軍事       | 都督倭・新羅・任那・加羅・秦韓・慕韓六国諸軍     |                                |
| 478年 | 倭武 | 都督倭・百済・新羅・任那・加羅・秦韓・慕韓七国諸軍事 | 都督倭・新羅・任那・加羅・秦韓・慕韓六国諸軍     |                                |
| 479年 | 倭武 |                                                      | 都督倭・新羅・任那・加羅・秦韓〈慕韓〉六国諸軍事 | 斉による一方的な陞爵の可能性。 |

| 西暦  | 王名（臣下名） | 都督号（仮授） | 都督号（除正）             | 備考                       |
| ----- | -------------- | -------------- | -------------------------- | -------------------------- |
| 675年 | 金法敏         |                | 雞林州大都督               | 唐による。王。金仁文の兄。 |
| 687年 | 金理洪         |                | 雞林州都督                 | 武周による。               |
| 702年 | 金興光         |                | 雞林州都督                 | 武周による。               |
| 713年 | 金興光         |                | 大都督雞林州諸軍事         | 唐による。                 |
| 785年 | 金良相         |                | 都督雞林州刺史             | 唐による。                 |
| 812年 | 金彦昇         |                | 唐による。                 |                            |
| 831年 | 金景徽         |                | 使持節・大都督雞林州諸軍事 | 唐による。                 |
| 841年 | 金慶膺         |                | 使持節・大都督鶏林州諸軍事 | 唐による。                 |

## 日本における都督
- 日本人では阿倍仲麻呂が唐朝に出仕し、潞州大都督の官名を贈られている。
- 日本の官制では大宰帥の唐名を都督という。
- 藤原仲麻呂は淳仁天皇に願って「都督四畿内三関近江丹波播磨等国兵事使」に任じられた。（→藤原仲麻呂の乱）
- 明治維新後、天皇直轄軍の司令部として近衛都督府が置かれた。
- 大日本帝国時代、中国関東州に関東都督府が置かれた。